# Tratado de Lübeck

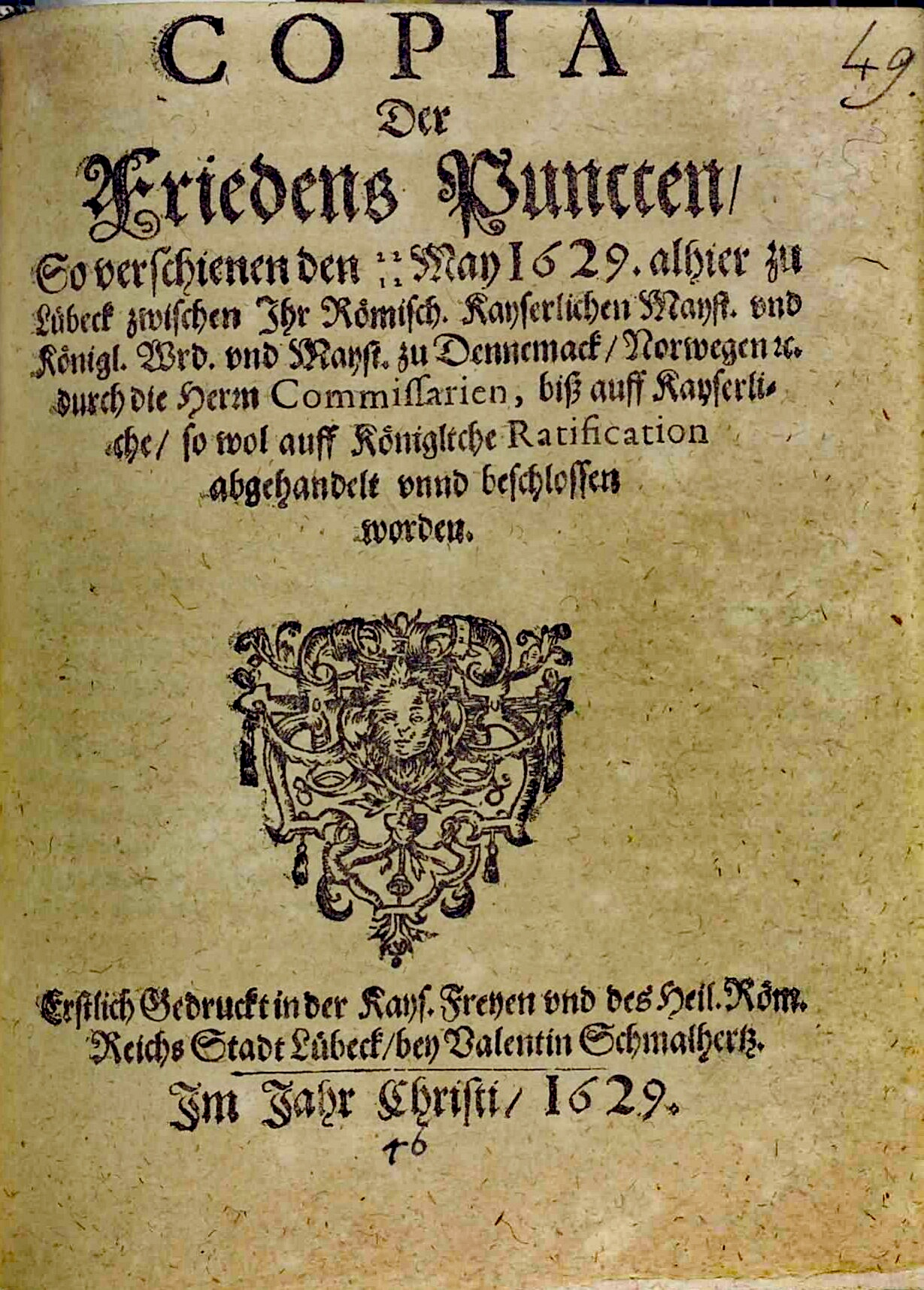
Cópia do Tratado de Lübeck

O Tratado de Lübeck (em dinamarquês: Freden i Lübeck, em alemão: Lübecker Frieden) encerrou a intervenção dinamarquesa na Guerra dos Trinta Anos (Baixa Saxônia ou Guerra do Imperador, Kejserkrigen). Foi assinado em Lübeck em 22 de maio de 1629 por Albrecht von Wallenstein e Cristiano IV da Dinamarca, e em 7 de junho por Fernando II, Sacro Imperador Romano. A Liga Católica foi formalmente incluída como partido. Ele restaurou à Dinamarca-Noruega seu território pré-guerra ao custo do desligamento final dos assuntos imperiais.

## Tratado
O tratado foi concluído por Albrecht von Wallenstein e Cristiano IV da Dinamarca em 22 de maio de 1629, e ratificado por Fernando II, imperador do Sacro Império Romano, em 7 de junho. A Liga Católica foi formalmente adicionada como um partido. O tratado restaurou a Cristiano IV suas posses pré-guerra e o obrigou a ceder suas reivindicações aos bispados da Baixa Saxônia, a interromper suas alianças com os estados do norte da Alemanha e a não interferir nos assuntos imperiais no futuro.
Tilly não conseguiu implementar uma compensação dos custos da guerra imperial em Christian IV. Também não constava no texto do tratado que Cristiano IV deixasse de apoiar Frederico V, Eleitor Palatino, como exigia Maximiliano I, Eleitor da Baviera.

## Consequências
O tratado marcou um ponto de virada no status da Dinamarca-Noruega, posteriormente reduzido de uma grande potência europeia a um estado politicamente insignificante. A nova potência nórdica seria a Suécia, que viria a virar a maré da Guerra dos Trinta Anos depois que suas forças desembarcaram na Pomerânia em 1630, e, começando com a Guerra de Torstenson, posteriormente privou a Dinamarca de seu transporte. províncias de Kattegat.
O tratado dividiu ainda mais Cristiano IV e o Rigsraadet, pois Cristiano IV argumentou que, se este último estivesse no comando, teria aceitado as demandas territoriais e financeiras imperiais iniciais. 
Fernando II esperava termos mais favoráveis e ficou surpreso e desapontado com o que Wallenstein havia negociado. Embora ele tivesse providenciado para impor seus custos de guerra a Cristiano IV, isso não era mais uma opção.
Privados da proteção dinamarquesa-norueguesa, os estados do norte da Alemanha enfrentaram o Édito de Restituição, emitido por Fernando II já durante as negociações. Visava uma recatolização do norte da Alemanha e a restituição de antigas possessões eclesiais que haviam sido secularizadas durante a Reforma Protestante. 